# HAT-P-11 b
HAT-P-11 b (także Kepler-3 b) – planeta pozasłoneczna położona w gwiazdozbiorze Łabędzia, oddalona o 124 ± 4 lat świetlnych (38 ± 1,3 parseków) od Ziemi. Planeta ma wielkość i masę porównywalną do Neptuna, ale temperatura powierzchni (górnego poziomu atmosfery) jest szacowana na ok. 600°C. Znajduje się ona w polu obserwacji sondy Kepler.
| Jowisz | HAT-P-11 b |
| ------ | ---------- |
|        |            |